# Pla de Petracos

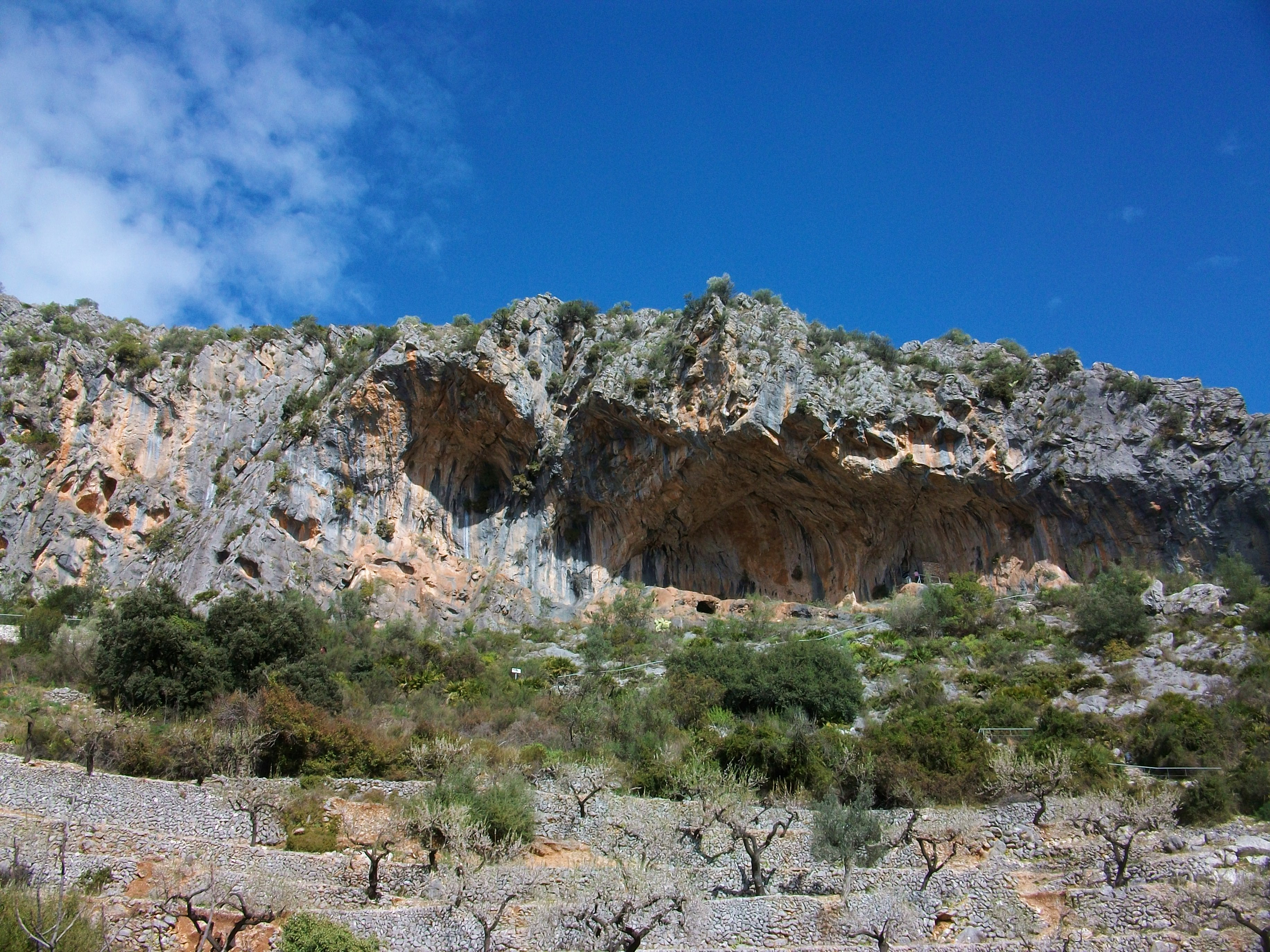
Pla de Petracos

El Pla de Petracos es un antiguo poblado morisco, perteneciente al término municipal de Castell de Castells (a unos 4 km) y a 6 km de Benichembla, y a unos 8 km de la Vall de Ebo. Este paraje se encuentra en el Valle de Pop, en la Marina Alta, provincia de Alicante (España).

## La fiesta de septiembre
En este paraje se celebra la fiesta grande de Petracos en el mes de septiembre. La gente hace el peregrinaje a la ermita de Petracos, se hacen paellas y se organizan otras actividades lúdicas.

## Historia
Hay diversas masías y casetas en este paraje dignos de ver, donde se conserva aún la arquitectura tradicional ligada a los campos de esta zona. En el Pla de Petracos tuvo lugar una de las batallas más importantes entre moriscos y cristianos, después del decreto de expulsión del año 1609.
En este paraje, además, se pueden contemplar unas pinturas rupestres con unos 8.000 años de antigüedad representativas del arte macroesquemático levantino, declaradas Patrimonio de la Humanidad por parte de la Unesco en el año 1998. Las pinturas se encuentran en el margen izquierdo del Barranco de Cúmulo, aproximadamente a 500 m s. n. m., y fueron descubiertas en 1980 por miembros del Centre d´Estudis Contestans. El conjunto se compone de ocho abrigos, cinco de los cuales presentan motivos perfectamente visibles. El Pla de Petracos es uno de los yacimientos de arte rupestre más importantes de la Comunidad Valenciana, lo que motivó que, en el año 2005, la Generalidad Valenciana declarase el Pla de Petracos como Parque de Interés Cultural. En el periodo en el que se realizaron las pinturas se piensa que la zona era un santuario: un lugar de encuentro y culto de gentes unidas por creencias profundas, entre las que la fertilidad y la fecundidad, el ciclo agrícola o los vínculos familiares cobraban un protagonismo especial.